# Siegbert Joseph
Siegbert Joseph (* 18. Juli 1894 in Konitz; † 22. Dezember 1944 im Konzentrationslager Libau) war ein deutscher Gynäkologe.

## Leben und Werk
Siegbert Joseph wurde am 18. Juli 1894 in Konitz in Westpreußen geboren. Über seinen Werdegang ist wenig bekannt. Ab 1919 war er gynäkologischer Oberarzt in der von Moritz Borchardt geleiteten chirurgischen Abteilung des Krankenhauses Moabit in Berlin. 1925 übernahm er die Leitung der Schwangerenfürsorge des Bezirks Tiergarten im Gesundheitsamt Turmstraße. 1927 wurde die gynäkologisch-geburtshilfliche Abteilung im Krankenhaus Moabit von der Chirurgie abgetrennt und Siegbert Joseph zum Leiter dieser selbständigen Abteilung ernannt. 1931 wurden auf der Abteilung 1450 Frauen entbunden und 800 gynäkologische Operationen ausgeführt. 

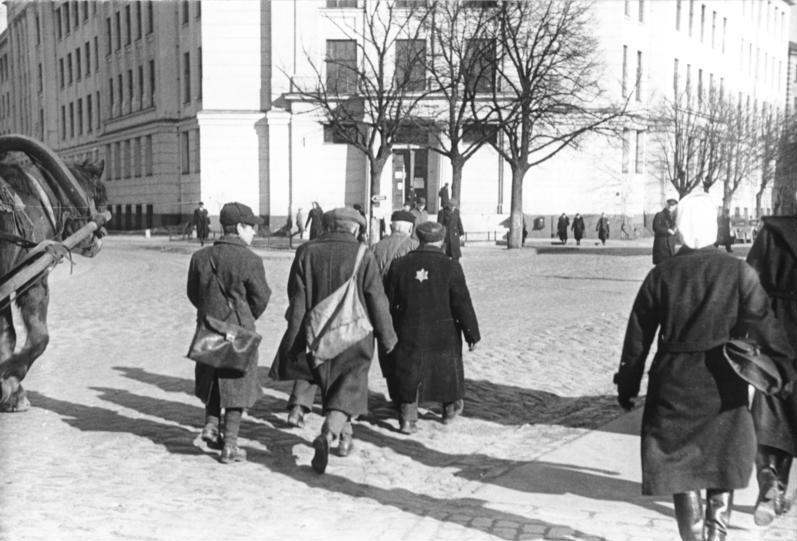
Juden im Ghetto Riga dürfen die Bürgersteige nicht benutzen, sondern müssen auf der Straße gehen. (1942)

Zusammen mit anderen jüdischen Ärzten des Moabiter Krankenhauses wurde Siegbert Joseph 1933 entlassen. Er arbeitete noch bis 1939 am Jüdischen Krankenhaus Berlin, floh dann nach Riga, wo er nach Beginn des Zweiten Weltkriegs und der Besetzung zunächst von den Sowjets interniert wurde. Unter deutscher Besetzung kam er in das Ghetto Riga, wo er ab Juli 1941 die gynäkologische Abteilung des Allgemeinkrankenhauses leitete, welches in den Räumen der ehemaligen jüdischen Frauenklinik »Linas Hazedek« (»Anständige Unterkunft«) eingerichtet wurde. Als das Ghetto im Herbst 1943 endgültig aufgelöst wurde, gelangte Siegbert Joseph in das Armeebekleidungsamt im Rigaer Stadtteil Mīlgrāvis (Mühlgraben). Auch hier leitete er eine Krankenabteilung. Im Herbst 1944, kurz vor dem Fall Rigas, evakuierte die SS die letzten jüdischen Häftlinge in das Konzentrationslager Liepāja-Libau, unter ihnen auch Siegbert Joseph. Liepāja-Libau wurde ständig von den Russen aus der Luft bombardiert, und am 22. Dezember 1944 kam Siegbert Joseph während eines solchen Angriffs ums Leben.